# Saint-Étienne-Vallée-Française
Saint-Étienne-Vallée-Française (okzitanisch: Sent Estève de Valfrancesca) ist ein Ort und eine südfranzösische Gemeinde mit 494 Einwohnern (Stand: 1. Januar 2022) im Département Lozère in der Region Okzitanien.

## Lage
Der Ort Saint-Étienne-Vallée-Française liegt im Südosten des Nationalparks Cevennen am Oberlauf des Flusses Gardon de Sainte-Croix oder genauer seines Nebenflusses Gardon de Saint-Étienne in der historischen Provinz des Gévaudan etwa 45 km (Fahrtstrecke) südöstlich von Florac in einer Höhe von ca. 250 bis 280 m ü. d. M.

## Bevölkerungsentwicklung
| Jahr      | 1800 | 1851 | 1901 | 1954 | 1999 | 2018 |
| Einwohner | 1810 | 1986 | 1179 | 591  | 487  | 507  |

Der bereits in der zweiten Hälfte des 19. Jahrhunderts einsetzende Bevölkerungsrückgang hängt im Wesentlichen mit der abgelegenen Lage des Ortes sowie mit dem Verlust an Arbeitsplätzen infolge der zunehmenden Mechanisierung der Landwirtschaft zusammen.

## Wirtschaft
Die Einwohner von Saint-Étienne lebten jahrhundertelang als Selbstversorger von den Erträgen ihrer Felder und Gärten, wobei auch Esskastanien eine nicht unwesentliche Rolle spielten. Auch die Viehzucht (Schafe, Ziege, Rinder, Hühner) war von Bedeutung; in der Region wird noch heute der Pélardon-Käse hergestellt. Heutzutage spielt die Vermietung von Ferienwohnungen (gîtes) eine wichtige Rolle im Wirtschaftsleben der Gemeinde.

## Geschichte
Wie der Stein der Alten Frau genannte Menhir beweist, haben bereits die Jäger und Hirten der jungsteinzeitlichen Megalithkulturen ihre Spuren auf dem Gemeindegebiet hinterlassen. In keltischer Zeit gehörte es zum Siedlungsgebiet der Gabali, die jedoch in der gallorömischen Kultur aufgingen.
Die Existenz einer Kirche ist schon für das 8. oder 9. Jahrhundert belegt; später gründete die Abtei von Sauve hier eine Prioratskirche. Nach den Albigenserkreuzzügen (1209–1229) kam das Gebiet an die französische Krone, wurde jedoch in der Folgezeit auch vom Bischof von Mende beansprucht. Im 14. Jahrhundert hatte der Ort unter dem Hundertjährigen Krieg (1337–1453) und der Pestepidemie von 1348 zu leiden. Im 16. und 17. Jahrhundert verhinderten die Hugenottenkriege (1562–1598) und die auch durch das Edikt von Nantes nicht gänzlich bereinigten religiös motivierten Konflikte eine dauerhafte friedliche Entwicklung des Ortes. Die Vertreibung der Hugenotten Ende des 17. und die Kamisardenkriege zu Beginn des 18. Jahrhunderts bildeten einen scheinbaren Schlusspunkt der religiösen Auseinandersetzungen in Frankreich, doch im Untergrund lebte der Protestantismus weiter (Église du Désert).

## Sehenswürdigkeiten

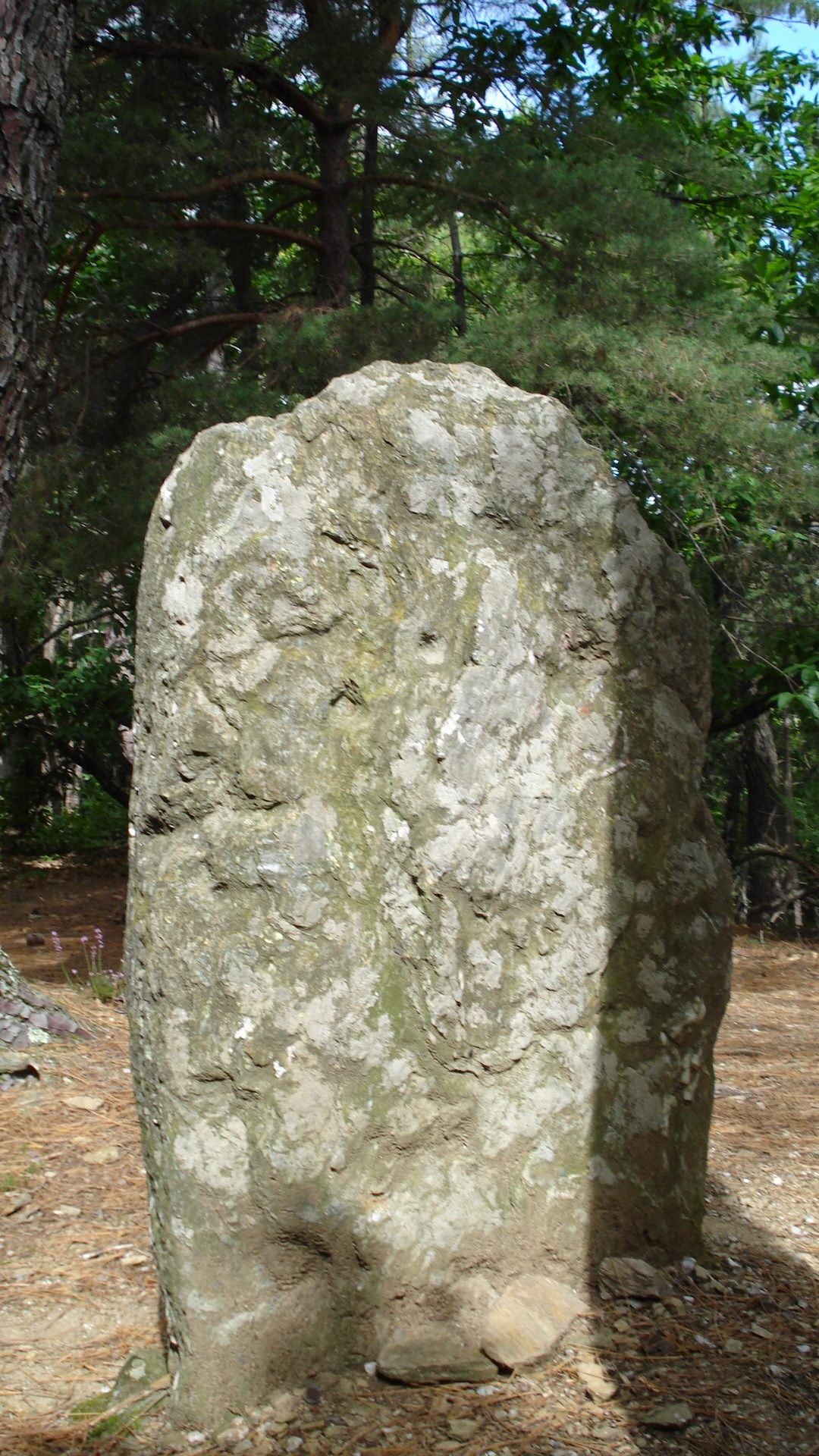
Menhir de la Vieille Morte

- Viele Häuser des Ortes sind aus Natursteinen erbaut; früher waren sie mit Steinschindeln (lauzes) gedeckt.
- Die heutige Kirche stammt aus dem 15. Jahrhundert, doch wurde sie in den religiösen Auseinandersetzungen beinahe zerstört. Erhalten blieb der Turm; das Kirchenschiff selbst wurde im 20. Jahrhundert nahezu neugebaut.
- Die protestantische Kirche des Ortes (temple) ist ein schlichter Bau aus der Mitte des 19. Jahrhunderts.
- Mit dem Bau des Château de Cambière wurde im Jahr 1366 begonnen; später wurde es jedoch mehrfach verändert. Heute dienen die Räumlichkeiten als Ferienwohnungen.
- Der legendenumrankte Menhir de la Vieille Morte steht ca. drei Kilometer nordöstlich des Ortes (44° 10′ 42″ N, 3° 52′ 29″ O).